# Andrzej Sądej
Andrzej Sądej (ur. 20 grudnia 1957 w Bydgoszczy) – polski judoka, mistrz i reprezentant Polski, brązowy medalista mistrzostw Europy seniorów i juniorów, zawodów Przyjaźń-84 i letniej Uniwersjady w 1985.

## Kariera sportowa
Był zawodnikiem Polonii Bydgoszcz (1972-1980) i Gwardii Wrocław (1980-1987). W 1976 został brązowym medalistą mistrzostw Europy juniorów w kategorii 78 kg. Czterokrotnie zdobywał brązowy medal mistrzostw Europy seniorów (1981, 1982, 1983, 1987 - wszystkie starty w kategorii 78 kg), w tej samej kategorii sięgnął także po brązowy medal zawodów Przyjaźń-84. W 1985 wywalczył brązowy medal letniej Uniwersjady w turnieju drużynowym. Był też dwukrotnym akademickim wicemistrzem świata (1980, 1982) oraz brązowym medalistą akademickich mistrzostw (1978) - w kategorii 78 kg.
W 1976 został mistrzem Polski juniorów w kategorii 78 kg. Sześciokrotnie zdobył mistrzostwo Polski seniorów (1981, 1982, 1983 i 1984 - kat. 78 kg, 1984, 1986 - kat. open), trzykrotnie wicemistrzostwo Polski seniorów (1985, 1987 - kat. 78 kg, 1987 - kat. open), dwukrotnie brązowy medal mistrzostw Polski seniorów (1977 - kat. 78 kg, 1985 - kat. open). Czterokrotnie zdobył drużynowe mistrzostwo Polski (1979, 1980, 1982, 1985).
W latach 1991–1997 był trenerem reprezentacji Kanady w judo, w latach 1998-2003 dyrektorem sportowym Kanadyjskiego Związku Judo, od 2003 dyrektorem generalnym Kanadyjskiego Związku Judo.